# ستيفن ألفرد
ستيفن ألفرد (بالإنجليزية: Steven Alfred)‏ هو لاعب كرة قدم نيجيري في مركز الهجوم، ولد في 11 أكتوبر 1997 في Kurmi, Nigeria ‏ في نيجيريا. لعب مع بيونيك يريفان ونادي ساكسان ونادي سلوتسك.